# Kometa – The Best of Nohavica
CD Kometa, případně Kometa – The Best of Nohavica, (2013) je kompilační album písničkáře Jaromíra Nohavici. 
Album je kompilací písní pro polské posluchače u příležitosti Nohavicových šedesátin. Výběr písní ponechalo vydavatelství Magic Records na autorovi. Nahrávání proběhlo ve studiu DC Sound v květnu 2013. Vydavatelství Universal Music Group zahájilo distribuci 4. června 2013. Album dosáhlo v Polsku statusu platinové desky (2013, 2016).

## Seznam skladeb
Autorem všech skladeb je Jaromír Nohavica (kromě: č. 9 – autorem hudby je Karel Plíhal).
| Pořadí | Název               | Délka |
| ------ | ------------------- | ----- |
| 1.     | Kometa              |       |
| 2.     | Sarajevo            |       |
| 3.     | Minulost            |       |
| 4.     | Těšínská            |       |
| 5.     | Ty ptáš se mě       |       |
| 6.     | Moje malá válka     |       |
| 7.     | Ostravo             |       |
| 8.     | Ještě mi scházíš    |       |
| 9.     | Mikymauz            |       |
| 10.    | Ikarus              |       |
| 11.    | Zatanči             |       |
| 12.    | Zítra ráno v pět    |       |
| 13.    | Dlouhá tenká struna |       |
| 14.    | Darmoděj            |       |

## Obsazení
- Jaromír Nohavica – zpěv, kytara

Hosté
- Robert Kuśmierski (1–7, 9, 11–12, 14),
- Dalibor Cidlinský Jr. (13)